# Kühbach (Rotthalmünster)
Kühbach ist ein Gemeindeteil des Marktes Rotthalmünster im niederbayerischen Landkreis Passau.

## Geographie
Das Dorf Kühbach liegt nordwestlich von Rotthalmünster an der Staatsstraße 2110 zwischen Pattenham und Hubreith.

## Geschichte
Unter Bayernherzog Hugbert wurde ein Nonnenkloster an einem Ort namens Chirihpah gegründet. Eine Traditionsnotiz des Hochstifts Passau unterrichtet über den Gründungsvorgang. Dieses älteste adelige Eigenkloster Bayerns, das sich vermutlich an der Stelle des heutigen Kühbach (ca. 3 km von Rotthalmünster) befand, wurde wohl in der ersten Hälfte des 10. Jahrhunderts infolge der Ungarnstürme zerstört.

## Verkehr
Der Haltepunkt Kühbach lag an der Bahnstrecke Tutting–Kößlarn. Diese ist stillgelegt.